# Johann Heinrich Russworm
Johann Heinrich Russworm, född 1679 (döpt 25 februari) i Leipzig, död 10 juni 1731 i Stockholm, var en tysksvensk bokhandlare.
Johann Heinrich Russworm kom, medförande eget boklager 1721 till Uppsala och erhöll där privilegium som akademibokhandlare med rättighet att även idka förlagsrörelse. Konsistoriet hälsade honom till en början med tacksamhet, då Uppsala under perioden 1701–1720 saknat egen bokhandel, och utnämnde honom även till akademisk bokauktionator. Russworm hade, troligen 1723, grundat en filial vid Gamla Norrbro i Stockholm, och den blev med tiden hans huvudaffär. Han vanskötte då samtidigt sin verksamhet i Uppsala, skaffade inte in behövliga böcker från utlandet och sades hålla för höga priser, varför konsistoriet 1728 hos kansler hemställde att ytterligare en bokhandlare fick slå sig ned i Uppsala. Russworm beskylldes även för att som auktionator dels vara för dyr, dels locka studenterna att sälja sina böcker, varför konsistorium 1729 överlät auktionsrätten på en annan person. I Stockholm, där Russworm sålde tyska, franska och latinska böcker, gjorde han en betydande insats som förläggare, framför allt av vetenskaplig litteratur, vilket framgår av tre kataloger 1727–1733. Bland annat utgav han tidskriften Acta litteraria Sveciæ (1721–1730) samt arbeten av Olof Verelius och Anders Celsius. Hans sista år fördystrades av motgångarna i Uppsala, som bidrog till att bryta ned hans hälsa.